# لوما ریکا (کالیفرنیا)
لوما ریکا (به انگلیسی: Loma Rica) یک منطقهٔ مسکونی در ایالات متحده آمریکا است که در شهرستان یوبا، کالیفرنیا واقع شده‌است. لوما ریکا ۴۷٫۸۷۱ کیلومتر مربع مساحت و ۲٬۳۶۸ نفر جمعیت دارد و ۱۲۵ متر بالاتر از سطح دریا واقع شده‌است.